# Lagoa de Taquaras
A Lagoa de Taquaras está localizada no estado brasileiro de Santa Catarina, no município de Balneário Camboriú.